# Azérat
Azérat – miejscowość i gmina we Francji, w regionie Owernia-Rodan-Alpy, w departamencie Górna Loara.
Według danych na rok 1990 gminę zamieszkiwało 285 osób, a gęstość zaludnienia wynosiła 16 osób/km² (wśród 1310 gmin Owernii Azérat plasuje się na 569. miejscu pod względem liczby ludności, natomiast pod względem powierzchni na miejscu 528.).